# Skeffling
Skeffling – wieś w Anglii, w hrabstwie East Riding of Yorkshire. Leży 29 km na wschód od miasta Hull i 239 km na północ od Londynu. W 2001 miejscowość liczyła 153 mieszkańców.